# Сандрелли, Аманда
Аманда Сандрелли (итал. Amanda Sandrelli; род. 31 октября 1964, Лозанна) — итальянская актриса. Дочь певца Джино Паоли и актрисы Стефании Сандрелли.
В кино дебютировала в 1984 году, снявшись в картине «Внимание» итальянского режиссёра Джованни Солдати.
В 1990 году номинирована на премию «Давид ди Донателло» за лучшую женскую роль второго плана за работу в фильме Джузеппе Бертолуччи «Уметь любить». Примечательно, что в тот год на эту же премию была номинирована и мать Аманды Стефания Сандрелли (премия досталась Нэнси Брилли).

## Фильмография
- Нам остается только плакать (1984)
- Внимание (1984)
- Дом, куда хорошо возвращаться (1986)
- Под китайским рестораном (1987)
- Странная жизнь (1987)
- Saremo felici (1988)
- Da domani (1988)
- Уметь любить (1989)
- Chiodo a tradimento (1990)
- Храбрый портняжка (1990)
- Дети во тьме (1991)
- Под крышами старого Рима (1992)
- Cinecittà... Cinecittà (1992)
- Stefano Quantestorie (1993)
- 80 metriquadri (1993)
- Смертельные заголовки (1995)
- Bruno aspetta in macchina (1996)
- Ci vediamo in tribunale (1996)
- Нирвана (1997)
- Cinque giorni di tempesta (1997)
- Oscar per due (1998)
- Madri (1999)
- Судья Мастранджело (2005)
- Io e mamma (2007)

## Театральная работа
- Buona notte ai suonatori (1985-1986)
- Né in cielo, né in terra (1992)
- Bruciati (1993)
- Cinque (1994)
- La Chunga (1994)
- Gianni Ginetta e gli altri (1995)